# Kanut (książę Danii)
Kanut, książę Danii, właśc. duń. Knud Christian Frederik Michael (ur. 27 lipca 1900, zm. 14 czerwca 1976) – książę Danii, syn króla Christiana X (1870–1947) i królowej Aleksandry (1879–1952). Młodszy brat króla Fryderyka IX (1899–1972).
8 września 1933 poślubił swą kuzynkę, księżniczkę Danii, Karolinę-Matyldę (1912–1995). Para miała troje dzieci:
- księżna Elżbieta (ur. 8 maja 1935, zm. 19 czerwca 2018);
- książę Ingolf (ur. 17 lutego 1940), później hrabia Rosenborga;
- książę Chrystian (ur. 22 października 1942, zm. 21 maja 2013), później hrabia Rosenborga;

Ponieważ Fryderyk IX nie miał męskiego potomka, według prawa sukcesyjnego Knud był następcą tronu od 1947. W 1953 doszło do zmiany prawa sukcesyjnego i córki króla znalazły się przed księciem Knudem w linii sukcesyjnej.

## Odznaczenia
Duńskie
- Order Słonia (1912)
- Wielki Komandor Orderu Danebroga (1937)
- Odznaka Honorowa Orderu Danebroga
- Medal Wspomnieniowy 100-lecia od Narodzin Króla Chrystiana IX (1918)
- Medal Wspomnieniowy 100-lecia od Narodzin Króla Fryderyka VIII (1943)
- Odznaka Honorowa za Dobrą Służbę w Marynarce

Zagraniczne
- Wielka Wstęga Orderu Leopolda (Belgia)[1][2]
- Krzyż Wielki Orderu Białej Róży (Finlandia)[1]
- Krzyż Zasługi Korpusu Obrony (Finlandia)[1]
- Krzyż Wielki Orderu Zbawiciela (Grecja)[1]
- Krzyż Kawalerski Orderu Zbawiciela (Grecja)[1]
- Krzyż Wielki Orderu śś. Jerzego i Konstantyna (Grecja)[1]
- Krzyż Wielki Orderu Lwa Niderlandzkiego (Holandia)[1][2]
- Krzyż Wielki Orderu Zasługi Morskiej (Hiszpania)[1]
- Krzyż Wielki Orderu Krzyża Południa (Brazylia)[2]
- Krzyż Wielki Orderu Legii Honorowej (Francja)[1][2]
- Krzyż Wielki Orderu św. Karola (Monako)[1][2]
- Krzyż Wielki Orderu św. Olafa (Norwegia)[1]
- Krzyż Wielki Orderu Salomona (Etiopia)[2]
- Krzyż Wielki Orderu Sokoła (Islandia)[1]
- Krzyż Wielki Orderu Zasługi (Włochy)[2]
- Kwiaty Paulowni Orderu Wschodzącego Słońca (Japonia)[1][2]
- Order Domowy Chakri I klasy z łańcuchem (Syjam)[1][2]
- Order Korony Wendyjskiej (Meklemburgia)[1]
- Order Annuncjaty (Włochy)[1][2]
- Order Serafinów (Szwecja)[1]